# Ylfing

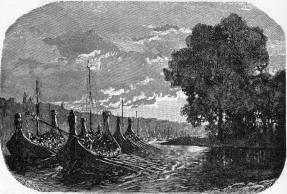
La armada de Ylfing, una ilustración de los poemas sobre Helgi Hundingsbane.

Ylfing, Wulfing o Wylfing fue un poderoso clan familiar que aparece en los poemas Beowulf, Widsith y las sagas nórdicas. Mientras el autor de Beowulf no cita expresamente el origen de la dinastía, las fuentes escandinavas citan su posición dominante como gobernantes vikingos de Östergötland, la tierra de los gautas orientales.

## Etimología
La palabra con w inicial se perdió antes que las vocales abiertas en protonórdico: wulf corresponde a ulf, y Wulfing/Wylfing corresponde a Ylfing, porque la letra i en la segunda sílaba provoca un umlaut en la primera sílaban u->y. El nombre significa el "clan del lobo".

## Leyenda
La dinastía Ylfing juega un papel muy importante en Beowulf cuando el padre del héroe (Beowulf) , Ecgþeow, del clan Wægmunding es asesinado por uno de sus hombres y fue desterrado por no pagar el wergeld (compensación). El rey de Dinamarca Hroðgar, quien casó con Wealhþeow (mujer de origen Wulfing), pagó el wergeld, y cuando Beowulf llegó a la corte danesa para matar a Grendel, Hroðgar lo interpretó como gratitud de hijo.
Las fuentes en nórdico antiguo, el clan ostenta protagonismo en Heimskringla y Sögubrot af nokkrum fornkonungum. Hjörvard y su hijo Hjörmund pertenecen al mismo. También se menciona en Hyndluljóð y Skáldskaparmál donde Eiríkr el Sabio era uno de sus miembros. Pero el más famoso de todos ellos fue probablemente Helgi Hundingsbane, quien dispone de poemas dedicados a su figura Helgakviða Hundingsbana I y Helgakviða Hundingsbana II, Edda poética, y cuya historia también aparece en la saga Völsunga.
A finales del siglo XIX se argumentó que los Wulfing podía ser sinónimo de la dinastía Wuffing del reino de Estanglia, y el clan  Helmingas con 'Helmingham' en Norfolk y Suffolk, ambas plazas fueron ocupadas durante la invasión anglosajona de Gran Bretaña en el periodo de migraciones durante los siglos V y VI. Dicha teoría fue rebatida, pero recientemente se ha vuelto a resucitar como argumento sobre la identidad de Hroðmund.
En el primer poema (Helgakviða Hundingsbana I), Sinfjotli tiene su residencia en Brávellir (ver Batalla de Brávellir).
Estrofa 42:
| Sinfiotli qvaþ: «Þv vart brvþr Grana a Bravelli, gvllbitlvþ vart gor til rasar; hafda ec þer moþri mart sceiþ riþit, svangri vnd sa/þli, simvl! forbergis.» | Sinfjotli dijo: "Tú fuiste la novia del caballo Grani tú estuviste en Brávellir; sujeto a una brida de oro, y estabas preparado para correr; Te cabalgué cuesta abajo a menudo, esbelto, como eras, bajo la silla de montar" |

Helgi Hundingsbane reside en Hringstaðir (posiblemente la moderna Ringstad, y antigua plaza real de la misma llanura).
En Heimskringla, Högni era caudillo de Östergötland. Las leyendas sobre Helgi mencionan que Högni perdió el trono a favor Helgi Hundingsbane. Por otro lado, Sögubrot cita a Ivar Vidfamne, quien dio el trono de los gautas orientales a Hjörmund, hijo de Hjörvard, tras la muerte del infame Ingjald:
Hann setti konunga ok jarla ok lét ser skatta gjalda; han setti Hjörmund konung, on Hervardar Ylfings, yfir Eystra-Gautland, er átt hafði faðir hans ok Granmarr konungr.
Pero esto contradice la leyenda Helgi Hundingsbane y Heimskringla donde la dinastía jamás perdió Östergötland, a menos que Ivar hubiera matado a Högne o Helgi Hundingsbane antes de dar el trono a Hjörmund.

## Ylfing
Algunos de los Ylfing más conocidos son:
- Helm Wulfingum ("Timón de los Wulfings", aparece en Widsith).
- Heaðolaf (Beowulf)
- Helgi Hundingsbane (Edda, saga Völsunga y Norna-Gests þáttr)
- Hjörvard (Heimskringla y Sögubrot)
- Hjörmund (Heimskringla y Sögubrot)
- Högne (Heimskringla)
- Hildur, hijo de Högne (Heimskringla)
- Eric el Sabio (Skaldskaparmal y Hyndluljóð)
- Rikiwulf ("Lobo rico y poderoso"), se asentó en la Flandes en 876 (cerca de la actual Tielt, donde construyó Rikiwulfinga-haim).
- Wealhþeow, reina consorte del rey danés Hroðgar, (Beowulf)